# Teen Top
Teen Top (kor. 틴탑) ist eine südkoreanische Boygroup der zweiten K-Pop-Generation, die aus ehemals sechs, seit 2017 nur noch fünf, Mitgliedern besteht. Die Band, gegründet von Shinhwas Andy Lee, debütierte unter T.O.P Media im Jahr 2010. Sie veröffentlichte ihr erstes Singlealbum Come into the World am 9. Juli 2010 und trat am folgenden Tag bei MBCs Music Core auf. Ihr offizieller Fanclub heißt Angel, wird inoffiziell jedoch Andromeda genannt.

## Geschichte
Die Mitglieder Ricky und Niel haben beide als Kinder geschauspielert. Niel debütierte im Musical Please, wo er die junge Figur der Rolle des Schauspielers Joo Won gespielt hat. Ricky debütierte in Seo Taijis Musikvideo Human Dream und später spielte er den jungen „Song Seung-heon“-Charakter in Love Song.

### 2010: Debüt
Im Juli 2010 veröffentlichten sie ihr Debüt-Single-Album Come into the World mit dem Titeltrack Clap (kor. 박수), welcher am 9. Juli 2010 veröffentlicht wurde. Im Musikvideo von Clap spielt Lizzy von After School mit.
Teen Tops Fernsehdebüt war am 10. Juli bei MBCs Music Core, danach bei SBS Inkigayo, worauf ihr Stil von Internetnutzern Knife Choreography genannt wurde.

### 2011:Supa LuvundRoman
Am 13. Januar 2011 traten sie bei M! Countdown mit ihrer zweiten Single Supa Luv auf, die von Shin Hyuk produziert wurde. Der Song, der ursprünglich vom amerikanischen Künstler Redd Stylez geschrieben und aufgeführt wurde, wurde neu geschrieben und von Wheesung ins Koreanische übersetzt.
Das Musikvideo für die Remix-Version von Supa Luv von A-rex wurde am 2. März veröffentlicht und enthält Szenen aus dem amerikanischen Film Beastly.
Am 11. Juli, nach der Feier von Teen Tops erstem Jubiläum, gab deren Agentur, TOP Media, auf der offiziellen Website bekannt, dass ein neues Mini-Album aufgenommen wurde und am 26. Juli veröffentlicht werden soll.
Die ersten Teaser für die Single No More Perfume On You (kor. 향수 뿌리 지마) wurden am 21. Juli auf verschiedenen Videoportalen wie YouTube und Daum veröffentlicht. Am folgenden Tag wurde der zweite Teaser ausschließlich auf YouTube veröffentlicht. Teen Tops Mini-Album Roman wurde am 26. Juli als Download und am 27. Juli in den Läden veröffentlicht.

### 2012:It's,aRtisTundBe Ma Girl
Im Januar 2012 veröffentlichte Teen Top ihr zweites Mini-Album It's. Es wurde von den Brave Brothers produziert, geschrieben, komponiert und gemischt. Das Album sollte um Mitternacht am 4./5. Januar veröffentlicht werden, aber schon am 4. Januar war es um 20 Uhr auf Filesharing-Seiten zu finden.
Teen Top zeigte das Musikvideo ihres Songs Crazy (kor. 미치겠 어) am 5. Januar mit 4Minutes Kwon So-hyun. Das Entertainment-News-Programm Leitura Dinâmica des brasilianischen Senders RedeTV! hatte Teen Top zu größerem internationalen Interesse verholfen.
Am 3. Februar 2012 gewann Teen Top ihre erste Auszeichnung bei KBS Music Bank seit ihrem Debüt mit Clap am 10. Juli 2010. Darüber hinaus erhielten sie die Ehre den Endauftritt bei MBCs Music Core zu machen, gefolgt von einem weiteren Sieg bei SBS Inkigayo. Bei dem Durchschnittsalter von 17,3 Jahren erhielt die Band eine Auszeichnung für die jüngste Idol Gruppe bei den oben genannten Musik-Shows. Am 25. Februar erhielt Teen Top wieder die Auszeichnung für den Endauftritt bei Musik Core.
Teen Top feierte die Einweihung ihres offiziellen Fanclubs ANGEL am 28. Mai.
aRtisT, Teen Tops dritte EP, wurde am 30. Mai als Download veröffentlicht, gefolgt von der Veröffentlichung des Musikvideos für ihren Titelsong To You. Physikalische Alben wurden am 4. Juni 2012 veröffentlicht.
Am 19. Juni begann die Band ihre Zepp Tour 2012 durch Japan mit Auftritten in Osaka, Nagoya und Tokio.
Auf ihren offiziellen YouTube-Kanal wurden am 28. und 31. Juli zwei Musikvideo-Teaser hochgeladen. Am 3. August war das Musikvideo für Ma Girl (kor. 나랑 사귈래) fertig, das einen Tag später veröffentlicht wurde.

### 2013: Europa-Tour,No. 1undTeen Top Class
Im Februar 2013 begann Teen Top ihre erste Europa-Tour, TEEN TOP SHOW! Live-Tour in Europa 2013, mit Auftritten in Deutschland, England, Frankreich und Spanien. Die Tour war erfolgreich und setzte einen neuen Dezibel-Rekord für ihr Konzert in Paris, Frankreich.
Am 8. Februar kündigte TOP Media an, dass Teen Top ihr erstes Studioalbum mit dem Titel No. 1 am 25. Februar veröffentlichen werden. Der erste Musikvideo-Teaser für die erste Singleauskopplung I Wanna Love (사랑 하고 싶어) wurde am 12. Februar veröffentlicht und die Single samt ganzen Musikvideo am 15. Februar. Zusammen mit der Veröffentlichung des Albums am 25. Februar wurde das Musikvideo für die Single Miss Right veröffentlicht.
Das vierte Mini-Album, Teen Top Class mit den Titelsong Rocking (kor. 장난아냐), wurde am 25. August veröffentlicht.

## Mitglieder
| Künstlername | Geburtsname           | Geburtstag                   |
| ------------ | --------------------- | ---------------------------- |
| Chunji 천지  | Lee Chan-hee 이찬희   | 5. Oktober 1993 (31 Jahre)   |
| Niel 니엘    | Ahn Daniel 안다니엘   | 16. August 1994 (30 Jahre)   |
| Ricky 리키   | Yoo Chang-hyun 유창현 | 27. Februar 1995 (30 Jahre)  |
| Changjo 창조 | Choi Jong-hyun 최종현 | 16. November 1995 (29 Jahre) |

- L.Joe 엘조 (Lee Byung-hun 이병헌) * 23. November 1993 (31 Jahre) – verließ die Gruppe 2017[4]
- C.A.P 캡 (Bang Min-soo 방민수) * 4. November 1992 (32 Jahre) – verließ die Gruppe 2023[5]

## Diskografie
Studioalben

| Jahr | Titel Musiklabel    | Höchstplatzierung, Gesamtwochen, AuszeichnungChartplatzierungen (Jahr, Titel, Musiklabel, Platzierungen, Wochen, Auszeichnungen, Anmerkungen) | Höchstplatzierung, Gesamtwochen, AuszeichnungChartplatzierungen (Jahr, Titel, Musiklabel, Platzierungen, Wochen, Auszeichnungen, Anmerkungen) | Anmerkungen                            |
| Jahr | Titel Musiklabel    | KR | JP | Anmerkungen                            |
| ---- | ------------------- | --- | --- | -------------------------------------- |
| 2013 | No. 1 TOP Media     | KR2 (23 Wo.)KR | — | Erstveröffentlichung: 25. Februar 2013 |
| 2017 | High Five TOP Media | KR1 (7 Wo.)KR | JP17 (2 Wo.)JP | Erstveröffentlichung: 10. April 2017   |